# Підрізово
Підрі́зово (рос. Подрезово) — присілок у складі Митищинського міського округу Московської області, Росія.

## Населення
Населення — 99 осіб (2010; 64 у 2002).
Національний склад (станом на 2002 рік):
- росіяни — 100 %